# ПРО А-35
А-35 (по кодификации НАТО — ABM-X-1 Galosh, от англ. Galosh — «калоша») — советская система ПРО, предназначенная для защиты административно-промышленного района (АПР) г. Москвы от ударов межконтинентальных баллистических ракет.

## Назначение
Исторически сложилось, что в Москве и Московской области было сконцентрировано большинство ключевых объектов государственного управления и военной командной структуры СССР, жизненно важных для функционирования государства — особенно в военной обстановке. При некоторых достоинствах, подобное расположение имело и ряд существенных недостатков: внезапный удар, нанесённый противником по этому району, не просто выводил из строя один из крупнейших промышленных и административных центров СССР, но и мог полностью парализовать стратегическое управление государством, дезорганизовав оборону страны.
Решением проблемы могло стать рассредоточение управленческой и военной структуры, но по ряду причин — как идеологических, так и объективных — подобные меры не были бы достаточно эффективны. Основной потенциальный противник — блок НАТО — имел множество плацдармов рядом с советской территорией, с которых можно нанести внезапный удар по стратегическим объектам советской метрополии: небольшое подлётное время просто не оставляло возможности для своевременного реагирования.
В качестве альтернативы была предложена идея создания системы противоракетной обороны, способной защитить территорию Москвы и Московской области от ограниченного ракетно-ядерного нападения. Аналитики справедливо предполагали, что подготовка к полномасштабному удару по СССР не останется незамеченной и будет обнаружена заранее. Основную угрозу они видели во внезапном ударе по стратегическим объектам, наносимым ограниченными силами, тайно приведёнными в боевую готовность. Система ПРО даже ограниченной мощности виделась надёжным средством защиты основных стратегических объектов от подобного «ограниченного нападения».

## Разработка и строительство
В середине 1950-х годов в СССР, на полигоне Сары-Шаган, была создана экспериментальная стратегическая система ПРО, получившая название Система «А», в ходе работы над которой была впервые отработана концепция построения основных средств ПРО промышленного района. Система «А» представляла собой комплекс из одной РЛС дальнего обнаружения, нескольких узколучевых РЛС сопровождения цели и противоракеты В-1000 и высокопроизводительной ЭВМ, способной решать задачу наведения в реальном времени. В начале 1960-х годов испытания комплекса закончились успешно и показали возможность поражения баллистической боеголовки, однако боевые характеристики были низкими: система могла работать по единственной цели, существовал только ближний атмосферный эшелон перехвата.
Разработка боевой противоракетной системы А-35 для защиты Московского промышленного района началась в 1958 году. А-35 концептуально являлась продолжением Системы «А», головным разработчиком, как и в Системе «А», назначено КБ-1, главным конструктором — Г. В. Кисунько.
В марте 1961 года был завершён эскизный проект противоракеты А-350Ж (5В61, или В-1100). В апреле 1962 года с временной стартовой площадки полигона Сары-Шаган были проведены первые бросковые пуски изделий (ракет), получивших обозначение 5ТЯ. К маю 1963 года было выполнено шесть пусков.
В 1963 году был завершён выпуск технической документации на противоракету, с сентября 1963 по октябрь 1964 проведено пять пусков ракет, имевших обозначение 6ТЯ, а 24 декабря 1965 года был произведён пуск А-350Ж в штатном оснащении. В сентябре 1967 года испытания противоракет А-350Ж продолжились уже со стартовой площадки стрельбового комплекса «Алдан».
Строительные работы по сооружению объектов системы А-35 были начаты в 1962 и завершены в 1967 году. Планировалось развернуть 18 стрельбовых комплексов «Енисей», по 8 ПУ в каждом (4 ПУ для первого пуска и 4 ПУ для повторного), итого 144 ПУ, однако в ходе работ над проектом планы были существенно сокращены. Первая очередь системы А-35 успешно прошла комплексные государственные испытания 25 марта 1971 года, принята на вооружение постановлением СМ СССР № 376—119 от 10 июня 1971 года и поставлена на боевое дежурство 1 сентября 1971 года. Окончательный ввод в строй и в опытную эксплуатацию всей системы ПРО Москвы (включая РЛС в Чехове) состоялся в 1974 году. По оценке западных экспертов, вокруг Москвы на момент ввода системы в эксплуатацию было размещено 67 противоракет системы А-35.

## Состав
Состав системы А-35:
- главный командно-вычислительный центр (ГКВЦ) с вычислительным комплексом (Кубинка);
- РЛС ДРЛО «Дунай-3М» (Кубинка-10);
- РЛС ДРЛО «Дунай-3У» (Чехов-7);
- Комплекс Енисей (Клин-9)4 позиционных района (ОПРЦ: Клин-9, Загорск, Наро-Фоминск, Нудоль) со стрельбовыми комплексами «Енисей» и «Тобол» (по 2 комплекса в районе, по 2х4 ПУ каждый — первого и второго пуска);
- 64 противоракеты А-350Ж;
- техническая база подготовки ракет АТП-35 (Балабаново);
- система передачи данных «Кабель», позже — 5Ц53.

## Конструкция

### РЛС дальнего обнаружения «Дунай»
В качестве средства обнаружения и выдачи первичного целеуказания по приближающимся боеголовкам в системе А-35 использовались радиолокационные станции «Дунай-3» дециметрового диапазона с фазированными антенными решетками. Каждая РЛС представляла собой комплекс капитальных сооружений приёмного и передающего узлов, разделённых расстоянием в 2,5 км.
Передающий узел имел две отдельные секторальные антенны высотой 30 и длиной 200 метров, расположенные во взаимно противоположных направлениях. Приёмный узел имел две антенны высотой 100 и шириной 100 метров каждая, расположенные параллельно передающим. В наилучших условиях радиус обнаружения неприятельской боеголовки превышал 2500 км. Система осуществляла одновременное отслеживание до 3000 баллистических целей. Общая мощность станции достигала 3 МВт.
Система А-35 включала две станции несколько различающейся конструкции: «Дунай-3М» в Акулово и улучшенную «Дунай-3У» в Чехове-7.
Обе станции считались сравнительно устойчивыми к ЭМИ и способными к эффективной фильтрации маскирующих эффектов высотного ядерного взрыва (возникающих в результате ионизации рентгеновским излучением верхних слоев атмосферы), но сами по себе не являлись укреплёнными сооружениями и были уязвимы для прямого ядерного удара.

### РЛС сопровождения цели
Радиолокатор канала цели РКЦ-35 представлял собой РЛС с параболической антенной, предназначенной для отслеживания траектории полёта цели и выдаче целеуказания для противоракет. За счёт наличия двух независимо управляемых контррефлекторов одна РЛС могла одновременно отслеживать две близко летящие цели: боеголовку и последнюю ступень ракеты (которая являлась «естественной» ложной целью, так как разгонялась вместе с боеголовкой и двигалась по аналогичной траектории).
Дальность действия РЛС составляла 1500 км. Количество перехватываемых целей, таким образом, было ограничено числом РКЦ-35 в составе комплекса.
Каждый стрельбовый комплекс («Енисей» или «Тобол») включал подобную РЛС под сферическим радиопрозрачным укрытием диаметром 36 метров (купол 10С2). Между собой «Енисей» и «Тобол» различались тем, что первый из них включал две ЭВМ 5Э53, а второй — одну 5Э92б.

### РЛС сопровождения ракеты
Радиолокатор канала изделия (то есть противоракеты) РКИ-35 предназначался для сопровождения в полёте противоракеты А-350 и выдачи поправок траектории. Он состоял из двух параболических антенн: первая — для вывода противоракеты на траекторию, вторая — для донаведения у цели.
Каждый стрельбовый комплекс включал два РКИ и, соответственно, был способен одновременно наводить не более двух противоракет.

### Пусковая установка
Наземная пусковая установка имела необычную конструкцию: 20-метровый транспортно-пусковой контейнер (ТПК) с ракетой устанавливался на стационарную вертикальную опору и мог быть наклонён горизонтально для перезарядки. Запуск ракеты осуществлялся при наклоне в 60—78 градусов. ТПК мог поворачиваться на 360 градусов по азимуту, тем самым выполняя предварительную ориентацию ракеты ещё до запуска.
Каждый ТПК обеспечивал содержание противоракеты, заправленной агрессивными компонентами топлива и оснащённой ядерной боевой частью. В передней части он был закрыт специальным резиновым колпаком, а в задней — резиновым дном. При старте противоракеты передний колпак и дно ТПК прорывались соответственно носком противоракеты и газовой струёй стартового двигателя. Весь технологический цикл подготовки 10 противоракет А-350, начиная с разгрузки и заканчивая выездом на стартовые позиции, составлял 21 час.
Стрельбовый комплекс включал восемь пусковых установок: по четыре для первого и второго залпа. Пусковая установка не была укреплена или защищена от поражающих факторов ядерного взрыва и легко могла быть выведена из строя.

### Противоракета
Противоракета А-350Ж имела двухступенчатую компоновку. Её общая длина составляла 19,8 метров при наибольшем диаметре 2,57 метра и размахе стабилизаторов первой ступени 6 метров. Масса ракеты в полностью снаряжённом состоянии составляла 33 тонны.
Первая ступень (длиной 7,9 метров и массой около 15 тонн) состояла из четырёх твердотопливных ускорителей с управляемым вектором тяги, удельным импульсом каждого 270 с. Управление полётом осуществлялось синхронным изменением вектора тяги и поворотом аэродинамических рулей, установленных на каждом ускорителе. Время горения ускорителей составляло 5 секунд, после выгорания первая ступень отстреливалась.
Вторая ступень (длиной 15 метров и массой около 15 тонн) была оснащена маршевым жидкостным ракетным двигателем и четырёхкамерным маневровым двигателем, служившим для управления ракетой. Маршевый двигатель работал на несимметричном диметилгидразине и тетраоксиде азота, время работы составляло порядка 40 секунд при удельном импульсе 355 с. Управление ракетой по тангажу и рысканью осуществлялось путём манипулирования тягой камер маневрового двигателя, установленных вокруг маршевого. Стабилизация ступени выполнялась путём вращения топлива и окислителя в баках во взаимно противоположных направлениях при подаче роторным насосом.
Ракета снаряжалась термоядерной боевой частью мощностью около 2—3 мегатонн. Так как предполагалось, что перехват будет происходить за пределами атмосферы, где ударная волна неэффективна, основная ставка делалась на воздействие рентгеновским излучением и мощным нейтронным потоком. Поражая боеголовку неприятеля, нейтроны вызывали бы спонтанную цепную реакцию в распадающемся веществе, тем самым провоцируя эффект «шипучка» и разрушение боеголовки без полного энерговыделения. Однако базовая боевая часть не являлась специализированной нейтронной боеголовкой: выход нейтронов был низким в процентном отношении, и поражающее действие обеспечивалось только высокой мощностью. Радиус гарантированного поражения предполагался в 200 метров, что было ощутимо меньше, чем у специализированных нейтронных боевых блоков американских противоракет.
Позднее противоракеты были оснащены специальной нейтронной боевой частью мощностью всего в 20 килотонн, но со значительным выделением нейтронов. Подобные заряды создавали меньшую «засветку» для РЛС и могли применяться на меньших высотах без опасности поражения местности.

## Характеристики системы
- Дальность:
  - минимальная — 130 км
  - максимальная — 400 км
- Высота поражения:
  - минимальная — 50 км
  - максимальная — 400 км
- Канальность по цели — 8 парных баллистических целей, атакующих Москву с одного или разных направлений.

## Сравнительная характеристика
| Основные сведения и тактико-технические характеристики стратегических комплексов (систем) противоракетной обороны СССР и России | Основные сведения и тактико-технические характеристики стратегических комплексов (систем) противоракетной обороны СССР и России | Основные сведения и тактико-технические характеристики стратегических комплексов (систем) противоракетной обороны СССР и России | Основные сведения и тактико-технические характеристики стратегических комплексов (систем) противоракетной обороны СССР и России | Основные сведения и тактико-технические характеристики стратегических комплексов (систем) противоракетной обороны СССР и России | Основные сведения и тактико-технические характеристики стратегических комплексов (систем) противоракетной обороны СССР и России | Основные сведения и тактико-технические характеристики стратегических комплексов (систем) противоракетной обороны СССР и России | Основные сведения и тактико-технические характеристики стратегических комплексов (систем) противоракетной обороны СССР и России | Основные сведения и тактико-технические характеристики стратегических комплексов (систем) противоракетной обороны СССР и России | Основные сведения и тактико-технические характеристики стратегических комплексов (систем) противоракетной обороны СССР и России | Основные сведения и тактико-технические характеристики стратегических комплексов (систем) противоракетной обороны СССР и России |
| Характеристики | Наименование комплекса (системы) ПРО                                                                                            | Наименование комплекса (системы) ПРО                                                                                            | Наименование комплекса (системы) ПРО                                                                                            | Наименование комплекса (системы) ПРО                                                                                            | Наименование комплекса (системы) ПРО                                                                                            | Наименование комплекса (системы) ПРО                                                                                            | Наименование комплекса (системы) ПРО                                                                                            | Наименование комплекса (системы) ПРО                                                                                            | Наименование комплекса (системы) ПРО                                                                                            | Наименование комплекса (системы) ПРО                                                                                            |
| Характеристики | «А» | «А-35» | «А-35Т» | «А-35М» | «С-225» | «С-375» | «А-135» | «А-135» | «А-235» | «А-235» |
| --- | --- | --- | --- | --- | --- | --- | --- | --- | --- | --- |
| Разработчик (изготовитель) | СКБ-30, МКБ «Факел» | ЦНПО «Вымпел», МКБ «Факел» | СКБ-30 | ЦНПО «Вымпел», МКБ «Факел» | ЦКБ «Алмаз» | ЦКБ «Алмаз» | ЦНПО «Вымпел», МКБ «Факел», ЕМКБ «Новатор»                                                                                      | ЦНПО «Вымпел», МКБ «Факел», ЕМКБ «Новатор»                                                                                      | ЦНПО «Вымпел» | ЦНПО «Вымпел» |
| Год(ы) окончания проекта | 1961—1963 | 1972—1974 | 1973 | 1978 | 1985 | 1991 | 1995 | 1995 | ?? | ?? |
| Принятие на вооружение | Нет | Да | Нет | Да | Нет | Нет | Да | Да | Н/д | Н/д |
| Тип ракеты | В-1000 | А-350Ж | А-350М | А-350Р | ПРС-1 / В-825 | ПРС-1 | 51Т6 типа А-350 | 53Т6 | 51Т6 мод. | 14Ц033 |
| Число ступеней | 2 | 2 | 2 | 2 | 2 | 2 | 2 | - | 2 | 2 |
| Тип двигателя (стартовый/маршевый) | РДТТ/ЖРД | РДТТ/ЖРД | РДТТ/ЖРД | РДТТ/ЖРД | РДТТ/РДТТ | РДТТ/РДТТ | РДТТ/ЖРД | РДТТ | РДТТ/ЖРД | ЖРД/ЖРД |
| Тип боевой части | о.-ф., ядерная | ядерная | ядерная | ядерная | ядерная | ядерная | ядерная | ядерная | ядерная | о.-ф., ядерная |
| Стартовая масса ракеты, т | — | 33 | — | 33 | — | — | 33 | 10 | — | 9,6 |
| Длина ракеты, м | 12,4—14,5 | 19,8 | — | 19,8 | — | — | 19,8 | 10,0 | — | — |
| Диаметр корпуса, м | 1,0 | 2,57 | — | 2,57 | — | — | 2,57 | 1,0 | — | — |
| Дальность действия, км | — | 350 | — | 350 | — | 500—1000 | 350 | 80 | 1000—1500 | 200—300 |
| Скорость полёта, м/с | 1000 | — | — | — | — | 2000—5000 | — | 3000 | — | — |
| Система наведения | радиокомандная | радиокомандная | радиокомандная | радиокомандная | радиокомандная | радиокомандная | радиокомандная | радиокомандная | радиокомандная | радиокомандная |
| Источник информации: Щит России: системы противоракетной обороны. — М.: Изд-во МГТУ им. Н. Э. Баумана, 2009. — С. 270. — 504 с. — ISBN 978-5-7038-3249-3. Примечание: Проекты А-35Т, С-225 и С-375 были прекращены на различных стадиях проведения опытно-конструкторских работ. Проект А-235 находится на стадии полигонных испытаний. | | | | | | | | | | |

## Оценка эффективности
Система ПРО А-35 была первой в мире системой стратегической противоракетной обороны, поступившей на вооружение. Однако в её основе лежали технологические решения, разработанные в начале 1960-х годов, и ко времени постановки на боевое дежурство в 1971 году система уже не удовлетворяла требованиям времени.
Основным недостатком системы было применение стандартных РЛС с параболическими антеннами, неспособных отслеживать более двух целей, даже летящих по одной траектории. Таким образом, число одновременно обстреливаемых независимых целей не могло превышать числа РЛС сопровождения. В составе комплекса было всего четыре стрельбовых позиции: каждая имела два радара РКЦ-35, что ограничивало возможности комплекса одновременным сопровождением до восьми парных целей.
В то же время, на вооружении военно-морского флота США — основного вероятного противника — уже в конце 1960-х годов появились ракеты «Поларис», каждая из которых имела по три разделяющихся боевых блока рассеивающего типа. Это означало, что всего двух ракет «Поларис А3» (в сумме шесть боевых блоков и две последние ступени в качестве ложной цели) будет достаточно, чтобы перегрузить комплекс А-35. Полный же залп одной подлодки с такими ракетами (48 боеголовок) означал, что система ПРО не в состоянии выполнить свою задачу — защитить стратегические объекты от внезапного ядерного нападения.
Применяемые на противоракетах тяжёлые термоядерные боевые части также были малоэффективны по сравнению с нейтронными боевыми частями: они имели недостаточный выход нейтронного излучения и при этом создавали сильную засветку для наземных радаров.
Система А-35 была чувствительна к применению противником средств преодоления ПРО, так как перехват предполагался исключительно за пределами атмосферы. РЛС сопровождения цели РКЦ-35 были не в состоянии распознать боевые блоки на фоне ложных целей, так как не обладали достаточной разрешающей способностью. Стремясь использовать этот недостаток комплекса, ВМФ США разработал специально для этого комплекс средств преодоления PX-1, однако комплекс не был эффективен из-за неверной оценки возможностей А-35.
Наконец, сами компоненты системы — РЛС и пусковые установки — не были никак защищены от непосредственного ядерного удара, и таким образом система могла быть легко выведена из строя. Всё это означало, что А-35 на момент своего принятия на вооружение уже не являлась надёжной системой защиты и должна была быть заменена более совершенной системой.

## Модернизация
В 1971 году было принято решение о модернизации системы, однако некоторые конструкторы считали, что система безнадёжно устарела и её следует полностью заменить перспективной А-135, сэкономив тем самым государственные средства. Тем не менее, работы по проекту продолжались до 1974 года, пока не выяснилось, что проект модернизации не способен справиться с ракетами, оснащёнными разделяющимися головными частями.
В 1975 году работы по модернизации были перезапущены на новой основе. Модернизированная система под обозначением А-35М была принята на вооружение 28 декабря 1977 года.